# Monistria pustulifera
Monistria pustulifera är en insektsart som först beskrevs av Walker, F. 1871.  Monistria pustulifera ingår i släktet Monistria och familjen Pyrgomorphidae.

## Underarter
Arten delas in i följande underarter:
- M. p. pustulifera
- M. p. mallee

## Bildgalleri

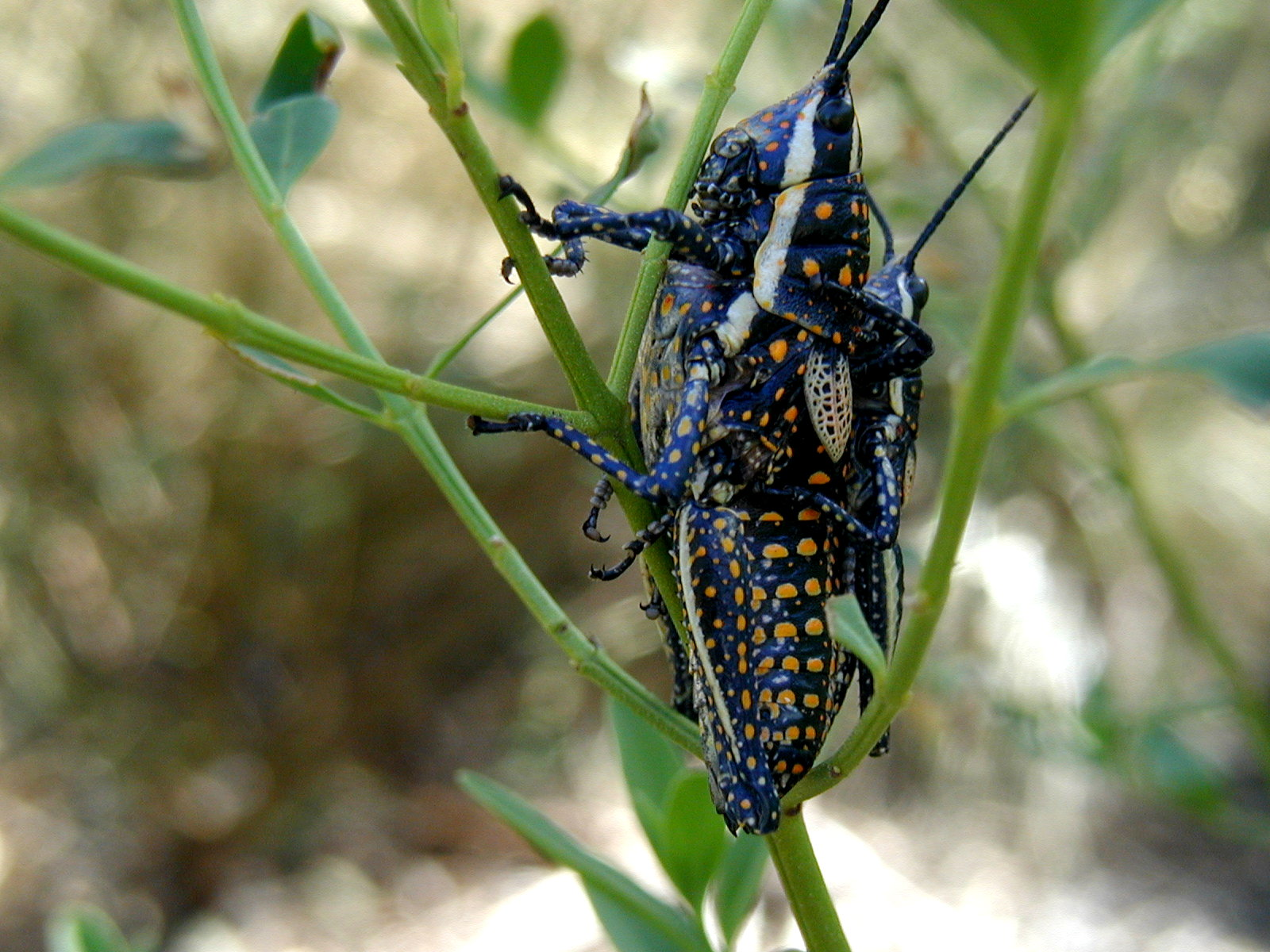
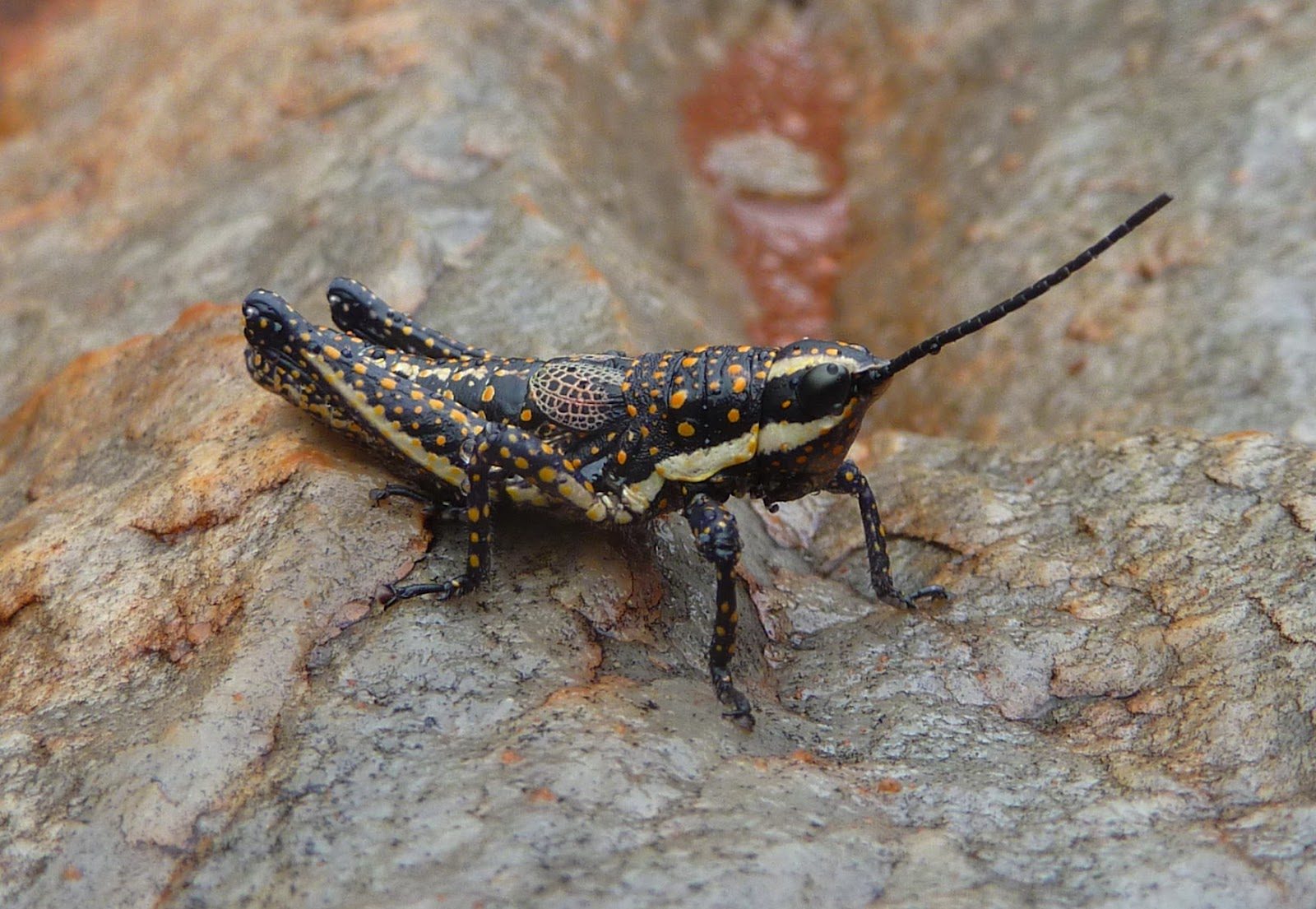
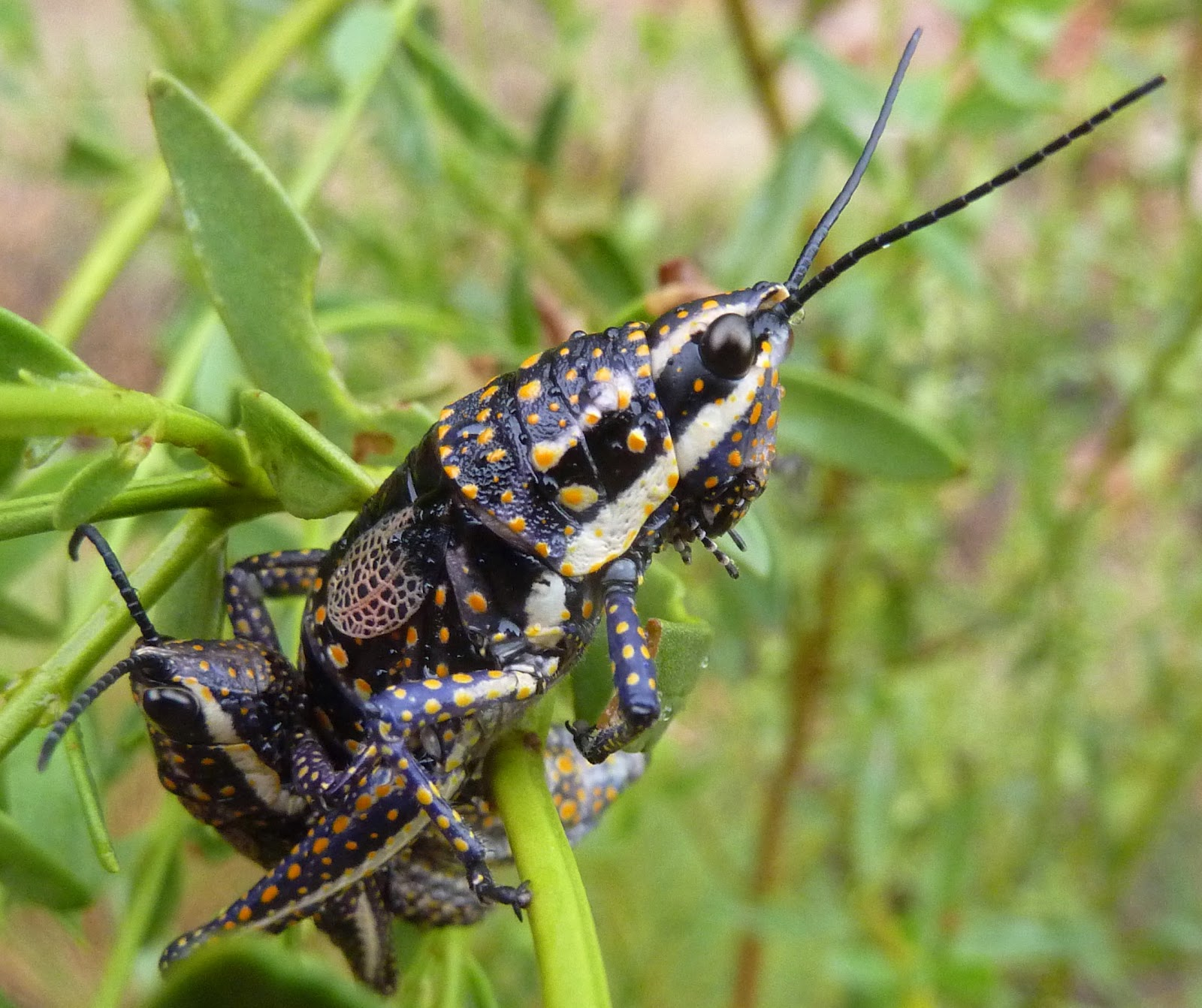
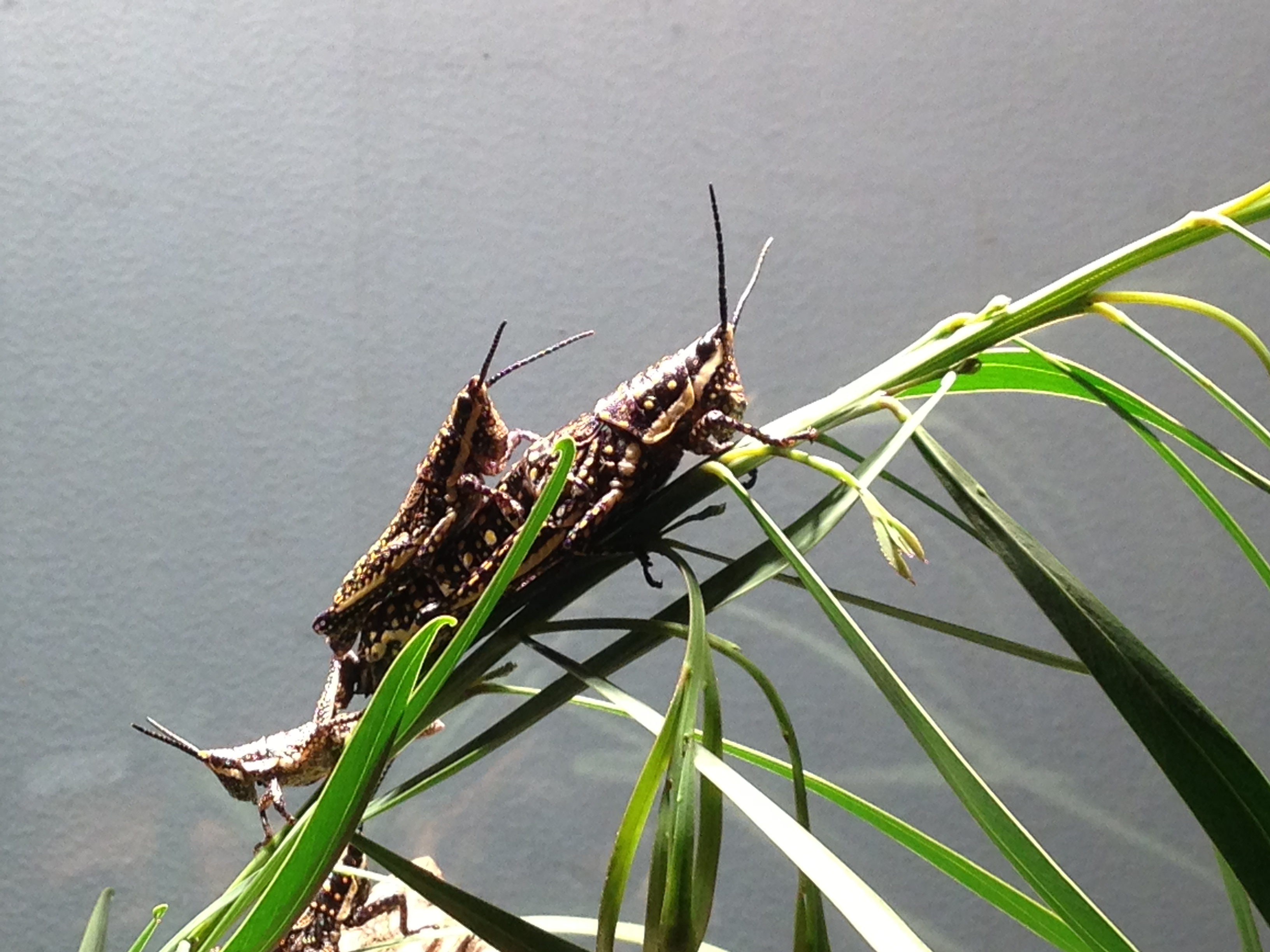